# جوزيف فنسنت موناشينو
جوزيف فنسنت موناشينو (1911-1962) (بالإنجليزية: Joseph Vincent Monachino)‏ هو عالم نبات أمريكي.